# Jan Pajer
Jan Pajer (* 26. června 1980) je český politik, v letech 2010 až 2013 poslanec za stranu ODS.
Poslancem Poslanecké sněmovny Parlamentu České republiky byl zvolen ve volbách 2010 v Královéhradeckém kraji z posledního, 20. místa kandidátky.